# Jean Holmes
Jean Holmes (verheiratete Mitchell; * 7. November 1940 in Panama-Stadt) ist eine ehemalige panamaische Sprinterin.
1959 siegte sie bei den Zentralamerika- und Karibikspielen über 100 Meter. Bei den Panamerikanischen Spielen in Chicago wurde sie Siebte über 100 Meter und gewann Silber in der 4-mal-100-Meter-Staffel.
1960 erreichte sie bei den Olympischen Spielen in Rom über 100 Meter das Viertelfinale und schied mit der panamaischen 4-mal-100-Meter-Stafette im Vorlauf aus. Bei den Iberoamerikanischen Spielen siegte sie über 200 Meter.
1961 gelang ihr bei den Juegos Bolivarianos ein Doppelsieg über 100 und 200 Meter.
1963 wurde sie bei den Panamerikanischen Spielen in São Paulo Vierte über 100 Meter. Bei den Olympischen Spielen 1964 in Tokio scheiterte sie mit der panamaischen 4-mal-100-Meter-Stafette in der ersten Runde.

## Persönliche Bestzeiten
- 100 m: 11,7 s, 1960
- 200 m: 24,1 s, 14. August 1960, Lima